# Linopodius
Linopodius is een kevergeslacht uit de familie van de boktorren (Cerambycidae). De wetenschappelijke naam van het geslacht werd voor het eerst geldig gepubliceerd in 1896 door Fairmaire.

## Soorten
Linopodius is monotypisch en omvat slechts de volgende soort:
- Linopodius acutipennis Fairmaire, 1896